# 延福寺 (亀岡市)
延福寺（えんぷくじ）は、京都府亀岡市にある高野山真言宗の寺院。本尊は薬師如来。

## 歴史
寺伝によれば久寿元年（1154年）、文覚上人により開創されるという。

## 文化財

### 重要文化財
- 十三重塔（石造） - 初重塔身の四方に四方仏を半肉彫とする。基礎部分に延文3年（1358年）願主西願の銘がある[2]。